# Lavoro invisibile
Il lavoro invisibile è il lavoro svolto delle persone che non è valutato o è sottovalutato e che spesso è privo di riconoscimento nonostante il suo ruolo essenziale nel sostenere il funzionamento dei luoghi di lavoro, delle famiglie, dei team, delle organizzazioni e della società. Si tratta spesso di lavoro non contrattualizzato né stipendiato, o comunque privo di un adeguato riconoscimento professionale, e spesso svolto in casa. Il termine è stato coniato da Arlene Kaplan Daniels negli anni ottanta. Il concetto filosofico, sociologico ed economico di "lavoro invisibile" è stato applicato ad accademici, scienziati, camerieri, segretarie e casalinghe, che si assumono la maggior parte del lavoro invisibile in termini di pulizia, pianificazione e organizzazione. Anche quando le donne hanno un impiego, sono comunque responsabili della maggior parte del lavoro invisibile. Ciò ha un impatto sul benessere mentale, fisico e psicologico di coloro che svolgono lavori invisibili, riflettendo le dinamiche di potere in corso e gli squilibri di genere tra coloro il cui lavoro "conta" e coloro il cui lavoro rimane "invisibile". Il concetto continua a influenzare il discorso pubblico attraverso libri e film.